# Vier Elemente (Arcimboldo)
Die Vier Elemente sind eine Gemäldeserie, die Giuseppe Arcimboldo 1566 gemalt hat. Jedes der vier Bilder stellt eine Personifikation eines der vier Elemente dar. Es sind sogenannte Kompositköpfe: Jeder Kopf setzt sich aus für dieses Element typischen Gegenständen oder Tieren zusammen: Vögel bei Luft, Fackeln, Kerzen, Kanonen usw. bei Feuer, Säugetiere bei Erde und Meerestiere bei Wasser. Die Bilder sind als Brustbilder im Profil dargestellt, wobei je zwei Köpfe nach rechts und links blicken. Die Gemälde entstanden für Kaiser Maximilian II.
Die vier Bilder korrespondieren mit den 1563 entstandenen vier Bildern der Vier Jahreszeiten aufgrund der Eigenschaftenpaare warm–kalt und feucht–trocken. Sie lassen sich paarweise kombinieren: der warm-trockene Sommer entspricht dem Feuer, der kalt-feuchte Winter dem Wasser, der warm-feuchte Frühling der Luft und der kalt-trockene Herbst der Erde. Die jeweiligen Paare blicken sich bei entsprechender Anordnung gegenseitig an.

## Die Luft

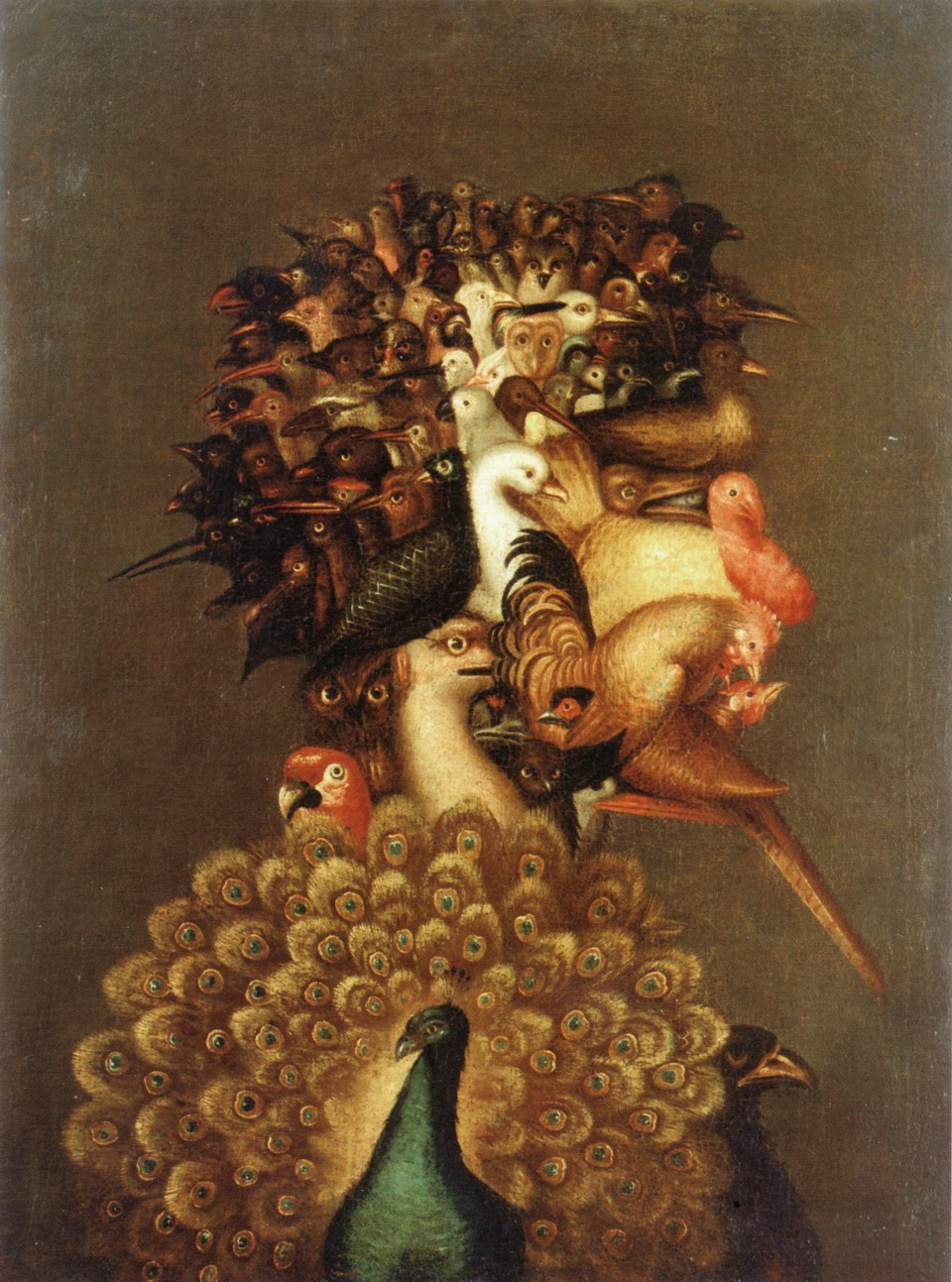
Die Luft (Kopie)

Die Figur der Luft ist aus Vögeln zusammengesetzt und blickt nach rechts. Der Körper besteht aus einem Pfau, die Brust aus einem Adler, beides Anspielungen auf die Habsburger: Den Pfau führten die Habsburger in ihrem Wappen, der Vogel war auch beim Einzug Maximilians 1563 prominent auf einem Triumphbogen platziert gewesen. Der Adler ist ein Symbol für das Kaiserreich. Kinn und Bart werden von einem Fasan gebildet, das übrige Gesicht von Hühnern und einem Truthahn. Das Haar besteht aus vielen, dicht gedrängt stehenden Vögelköpfen.
Das Original aus der ursprünglichen Serie ist verloren gegangen, es gibt jedoch eine Kopie. Das Bild unterscheidet sich im Format, besonders aber im Bildträger von den anderen Gemälden der Serie: es ist auf Leinwand gemalt, nicht auf Holz. Bei dem Bild handelt es sich um eine Werkstattarbeit einer späteren Folge der Elemente, wenn nicht um eine Kopie.
Das Bild befindet sich in Schweizer Privatbesitz. Zuvor war es Teil der schwedischen Sammlung Wenner Gren, was ein Hinweis darauf ist, dass das Bild ursprünglich aus Prag stammt. Viele Bilder der habsburgischen Sammlungen wurden 1648 aus Prag nach Schweden verschleppt.

## Das Feuer

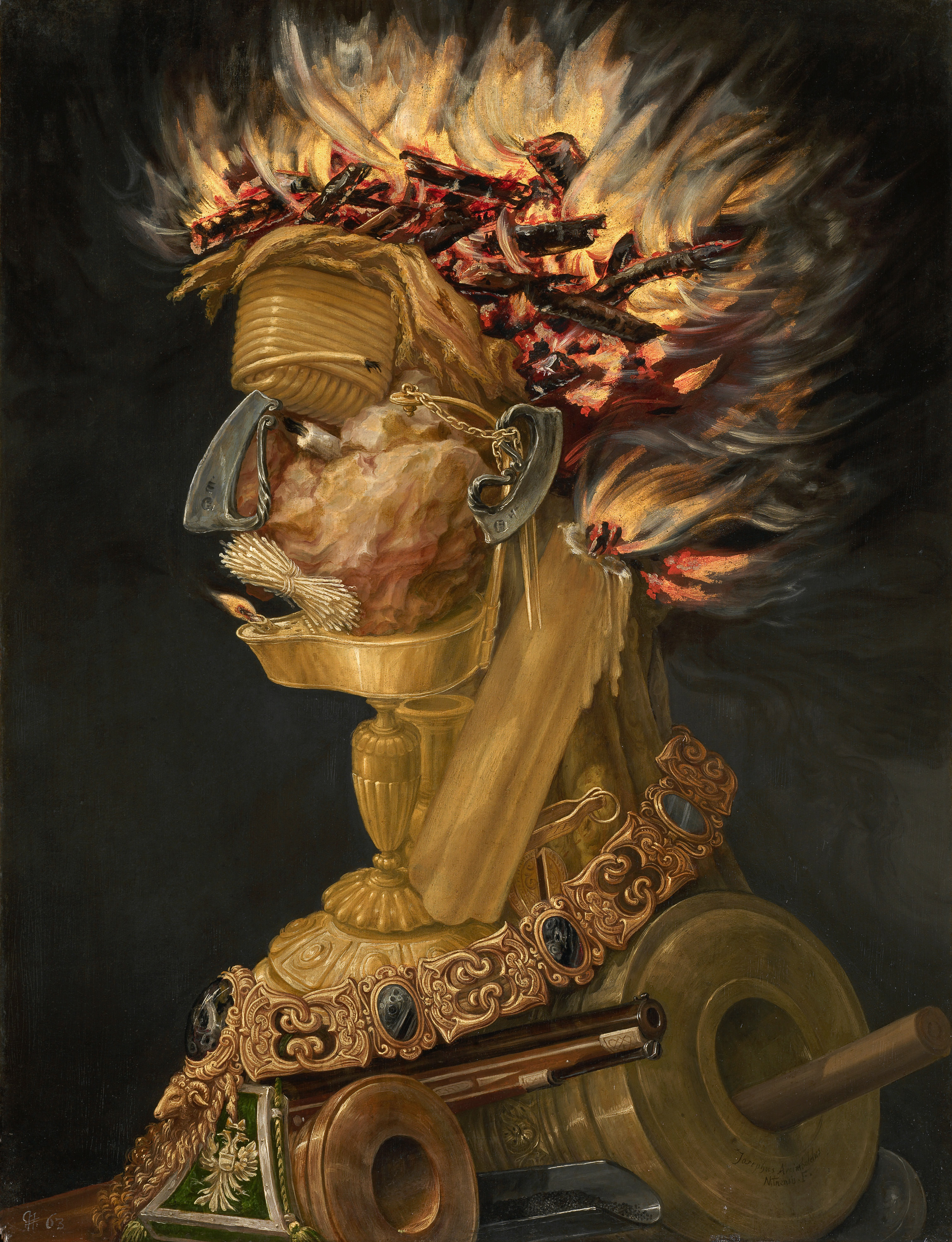
Das Feuer

Das Feuer zeigt einen nach links blickenden Kopf, der aus Objekten zusammengesetzt ist, die direkt mit dem Feuer verbunden sind: ein großer Feuerstein bildet die Wange, Hals und Kinn werden von einer Öllampe und einer großen Kerze gebildet. Ein Bündel Unterzündspäne stellt den Schnurrbart dar. Nase und Ohr sind zwei Feuereisen. Das Auge ist ein weißer Kerzenstummel mit schwarzem, erloschenem Docht. Eine aufgewickelte Zündschnur bildet die Stirn. Das Haar besteht aus brennenden Holzscheiten. Die Brust besteht aus Feuerwaffen: ein Pistolenlauf, ein Mörser- und ein Kanonenrohr mit Pulverschaufel sind zum Rücken hin gerichtet. Um den Hals trägt die Figur die Collane des Ordens vom Goldenen Vlies, dem Habsburger Hausorden. Darunter ist auch der kaiserliche Doppeladler zu sehen: beides sind deutliche Hinweise auf das Haus Habsburg und den Empfänger der Gemäldeserie, Kaiser Maximilian II.

## Die Erde

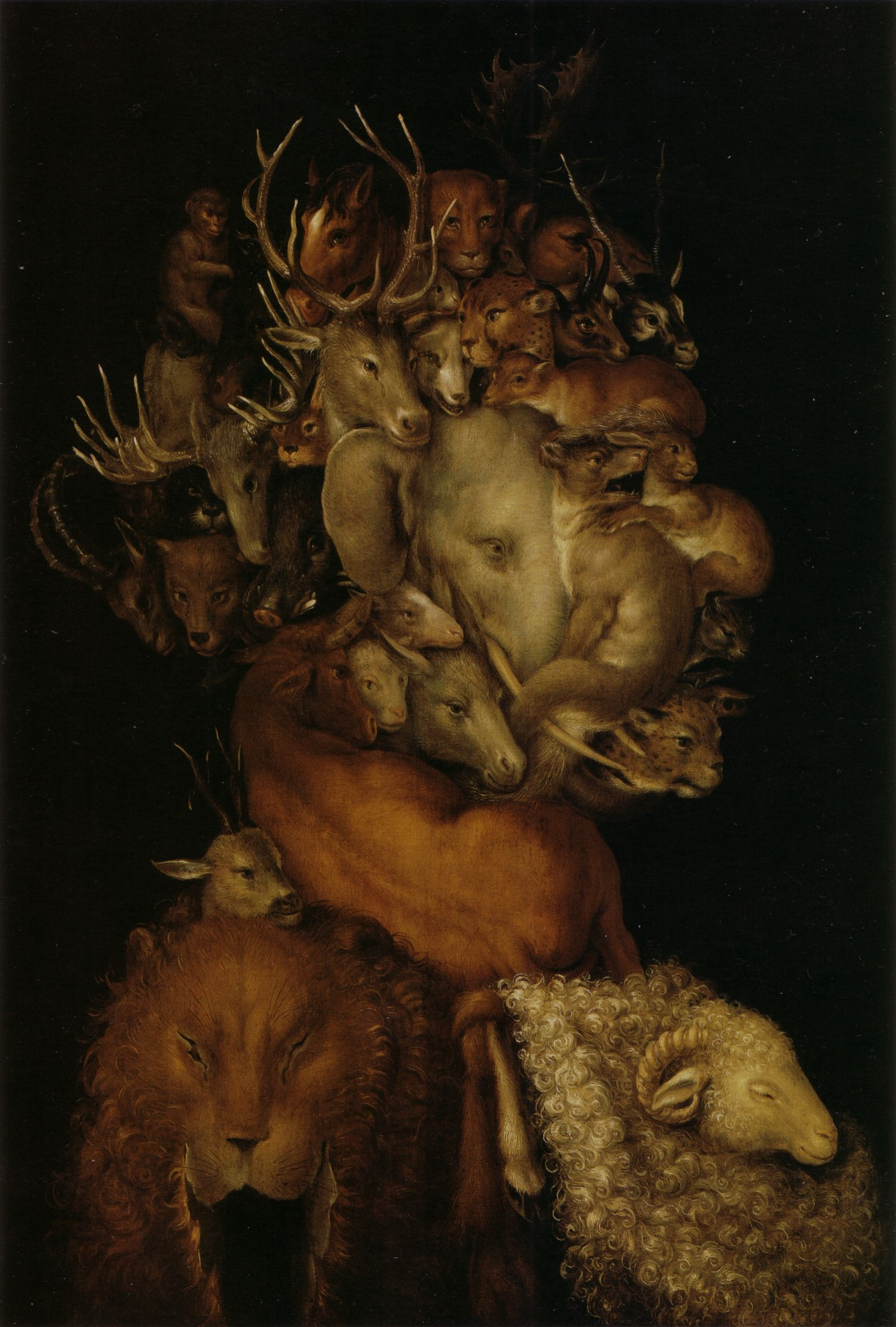
Die Erde

Die nach rechts blickende Figur der Erde ist aus Säugetieren zusammengesetzt. Auch hier gibt es wieder einige Anspielungen an das Haus Habsburg: die Geweihe der Tiere im Haarbereich bilden eine Art Krone, das Löwenfell, aus dem der Oberkörper besteht, verweist auf Herkules, der traditionell mit den Habsburgern identifiziert wurde. Das Schafsfell an der Brust symbolisiert das goldene Vlies. Wie bei anderen Kompositköpfen nimmt Arcimboldo keine Rücksicht auf die Größenverhältnisse der Tiere.
Gregorio Comanini weist in einem Kommentar zum Bild darauf hin, dass die Anordnung der Tiere im Gesicht auf den Schriften von Plinius dem Älteren beruhe. Die Komposition des Kopfes dürfte damals also unter physiognomischen Gesichtspunkten gedeutet worden sein. Comanini überliefert auch, dass alle auf dem Gemälde dargestellten Tiere nach der Natur dargestellt worden seien. Der Kaiser habe Arcimboldo ermöglicht, in seinen Menagerien zu zeichnen. Eine ganze Reihe Tierzeichnungen von Arcimboldo sind überliefert, etliche davon können als direkte Vorlagen für das Gemälde identifiziert werden.
Einige Merkmale legen nahe, dass das Gemälde nicht zeitgleich mit den beiden 1566 gemalten Bildern Das Feuer und Das Wasser entstanden ist, auch wenn die Authentizität unstrittig ist. Das Bild ist etwas größer und weist eine flüssigere Ausführung auf. Vielleicht war es nicht Bestandteil der ursprünglichen, sondern einer späteren Serie. Darauf deutet auch hin, dass etliche der Vorstudien nach 1566 angefertigt wurden.
Das Gemälde befand sich im Besitz der Habsburger und wurde 1872 von Kaiser Franz Joseph I. dem Joanneum in Graz geschenkt. Von dort wurde es 1954 abgetauscht und befindet sich (seit 2008) in Wien in Privatbesitz und ist seither in der Gemäldegalerie im Palais Liechtenstein zu sehen.

## Das Wasser

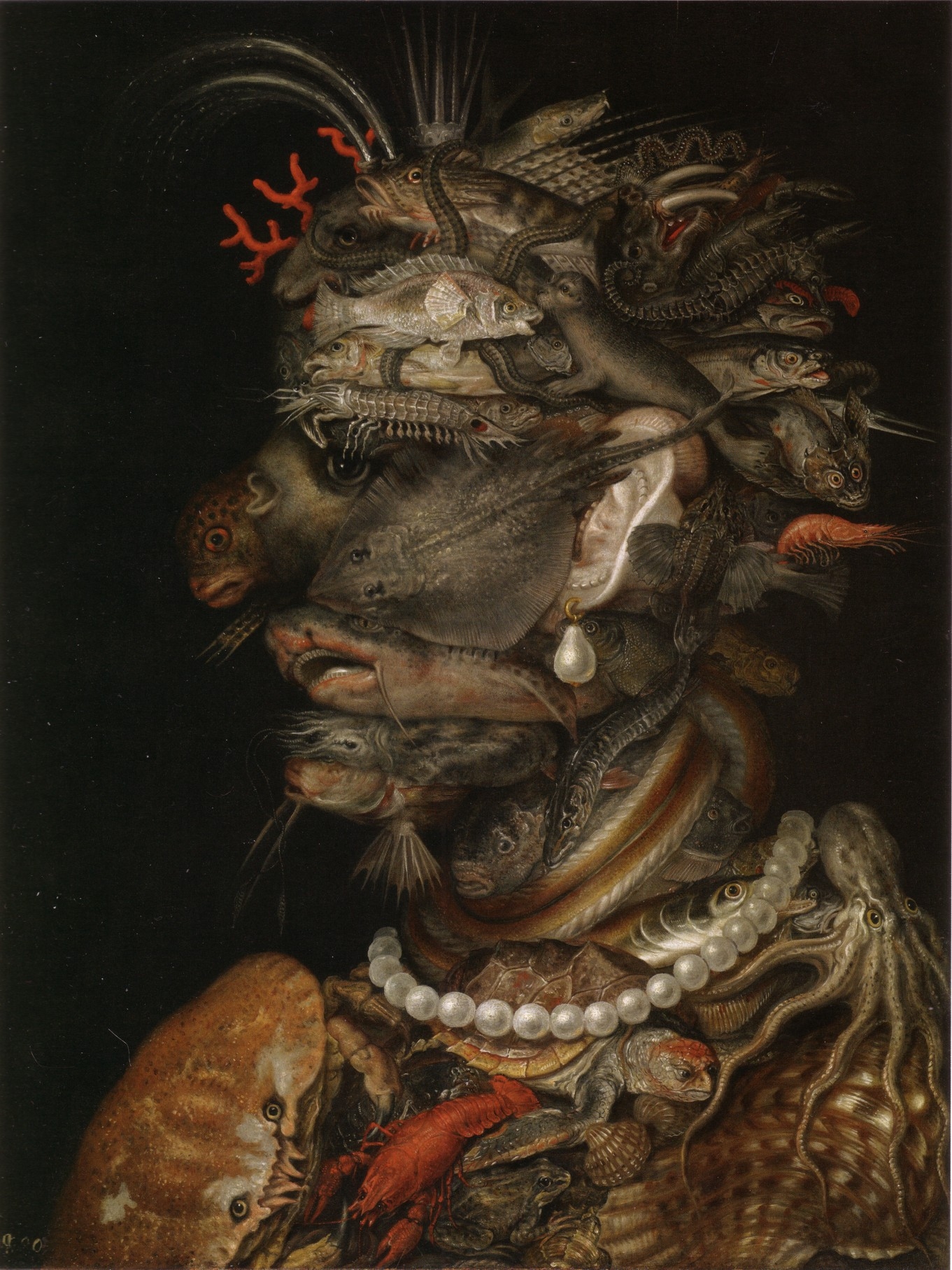
Das Wasser

Das Wasser besteht aus einer großen Zahl von im Wasser lebenden Tieren. DaCosta Kaufmann listet 62 Tiere. Etliche davon können bis zur Art oder Gattung bestimmt werden, viele Fische sind jedoch nicht genauer bestimmbar. Neben Fischen sind auch ein Grasfrosch (Rana temporaria), eine Unechte Karettschildkröte (Caretta caretta, etwa beim Schlüsselbein), Robben, Korallen, Plattwürmer, Ringelwürmer, ein Egel, Schnecken und Muscheln, Tintenfische, Krebse sowie ein Seestern zu erkennen. Bei der Fülle an Arten ist das Fehlen von häufigen Speisefischen wie Hering und Kabeljau auffällig.
Das Bild befand sich wie Das Feuer seit seiner Entstehung im Besitz der Habsburger und ist heute im Kunsthistorischen Museum in Wien.

## Bildangaben
- Die Luft, ca. 1566 (?), Öl auf Leinwand, 74,4 × 56 cm, Privatsammlung Schweiz
- Das Feuer, 1566, Öl auf Lindenholz, 66,5 × 51 cm, rechts unten signiert Josephus Arcimboldus Mlnensis. F., auf der Rückseite bezeichnet IGNIS 1566. Wien, Kunsthistorisches Museum, Gemäldegalerie, Inv.-Nr. 1585
- Die Erde, 1566 (?), Öl auf Holz, 70,2 × 48,7 cm, Privatsammlung Gemäldegalerie Palais Liechtenstein, Wien
- Das Wasser, 1566, Öl auf Erlenholz, 66,5 × 50,5 cm, auf der Rückseite bezeichnet AQUA, Wien, Kunsthistorisches Museum, Gemäldegalerie, Inv.-Nr. 1586